# 道の駅立田ふれあいの里
道の駅立田ふれあいの里（みちのえき たつたふれあいのさと）は、愛知県愛西市森川町にある愛知県道125号佐屋多度線の道の駅である。
尾張地方では初、愛知県内では10番目の開駅となる。

## 概要
- 事業名：交通安全二種事業 自動車駐車場設置工事（簡易パーキング）
- 事業面積：7,720m2（施設全体12,700m2）
- 事業期間：2002年度・2003年度
- 事業費：約2億円（全体・約7億円）

## 沿革
2002年（平成14年）、当時の海部郡立田村が整備計画を策定。2003年（平成15年）度末に立田村と愛知県との間に「『道の駅』設置に関する協定書」が交わされた。2005年（平成17年）、「立田村『道の駅』の管理に関する協定」を締結し、「道の駅」第21回登録申請を行った。なお、同年4月1日に立田村が周辺町村と合併して「愛西市」となったのに伴い、申請は同市の名義でなされた。2005年（平成17年）8月10日に「道の駅」として正式登録され、同年10月1日に開駅した。
2018年（平成30年）2月2日に、道の駅の前を通る愛知県道125号を含めた「あいさいレンコン街道」が愛知県の「食と花の街道」の認定を受けた。道の駅敷地内には「あいさいレンコン街道」の説明書きと道標が設置されている。
2020年（令和2年）2月に愛西市は、道の駅と周辺地域を再整備する「道の駅周辺整備基本計画」を策定。市内最大の集客力がある道の駅をより集客力の高い観光拠点として整備することを目的としたもので、従来の道の駅を改修した西ゾーン・道の駅区域を「道の駅エリア」、鵜戸川対岸の花はす田を中核として整備される東ゾーン・都市公園区域を「花はすエリア」として再整備を進める。新たな道の駅の名称は市内中学生の応募により16個の候補が選定され、投票の結果、2024年（令和6年）3月22日に「道の駅ふれあいの里HASUパーク」と決定したことが発表された。新たな施設は2022年度（令和4年度）から順次整備・供用が開始されており、2026年度（令和8年度）のグランドオープンが予定されている。

## 施設
- 駐車場
  - 普通車：50台
  - 大型車：19台
  - 身障者用：2台
- トイレ（いずれも24時間利用可能）
  - 男：大3器、小6器
  - 女：9器
  - 身障者用：1器
- 公衆電話
- 特産品販売施設
- 情報休憩施設
- レストラン

## 休館日
- 毎週木曜日
- 年始

## アクセス
- 愛知県道125号佐屋多度線 - 登録路線[1]
- 名鉄尾西線 - 佐屋駅より徒歩で約30分。もしくは愛西市巡回バス立田ルートに乗り換え。
- 東名阪自動車道 弥富IC、長島IC[6]

## 周辺
- 木曽川
- 国営木曽三川公園
- 富岡神社（古木江城址）